# 20952 Tydeus
20952 Tydeus è un asteroide troiano di Giove del campo greco. Scoperto nel 1973, presenta un'orbita caratterizzata da un semiasse maggiore pari a 5,1770553 UA e da un'eccentricità di 0,0843837, inclinata di 9,97567° rispetto all'eclittica.
Dal 9 marzo al 9 maggio 2001, quando 22978 Nyrola ricevette la denominazione ufficiale, è stato l'asteroide denominato con il più alto numero ordinale. Prima della sua denominazione, il primato era di 19019 Sunflower.
L'asteroide è dedicato a Tideo, uno degli eroi de I sette contro Tebe.